# Lescina Automobile Company
Lescina Automobile Company war ein US-amerikanischer Hersteller von Automobilen.

## Unternehmensgeschichte
Das Unternehmen stellte Anfang 1916 in einem Werk in Chicago mehrere Fahrzeuge her. Sie wurden im gleichen Monat auf der New York Automobile Show präsentiert. Anschließend begann die Serienproduktion in Newark in New Jersey. Der Markenname lautete Lescina. Ende 1916 kam die Produktion zum Erliegen. Im Januar 1917 wurde das Unternehmen aufgelöst. Insgesamt entstanden nur wenige Fahrzeuge.

## Fahrzeuge
Die Modellreihe Model G bestand aus Express Car, Model H als Lieferwagen in Luxusausführung und Model J als Cloverleaf-Roadster. Daten sind nicht bekannt.
Die Reihe Model V hatte einen Sechszylindermotor. Das Fahrgestell hatte 318 cm Radstand. Model E und Model I waren jeweils Tourenwagen mit sieben Sitzen. Eine Quelle meint, dass außer einem Ausstellungsstück  möglicherweise kein Serienfahrzeug gefertigt wurde.
Die Reihe Model W hatte einen Vierzylindermotor mit 30 PS Leistung. Der Radstand betrug 284 cm. Bekannt sind Model C als Cabriolet, Model D als Tourenwagen mit fünf Sitzen und Model F als Roadster in Luxusausführung.
Die Reihe Model X hatte einen schwächeren Vierzylindermotor mit 25 PS Leistung. Der Radstand maß 269 cm. Überliefert sind Model A als Utility Roadster und Model B als Tourenwagen mit fünf Sitzen.

## Modellübersicht
| Jahr | Modell              | Ausführung  | Zylinder | Leistung (PS) | Radstand (cm) | Aufbau               |
| ---- | ------------------- | ----------- | -------- | ------------- | ------------- | -------------------- |
| 1916 | Model G Combination | Express Car |          |               |               | Express Car          |
| 1916 | Model G Combination | Model H     |          |               |               | Deluxe-Lieferwagen   |
| 1916 | Model G Combination | Model J     |          |               |               | Cloverleaf Roadster  |
| 1916 | Model V             | Model E     | 6        |               | 318           | Tourenwagen 7-sitzig |
| 1916 | Model V             | Model I     | 6        |               | 318           | Tourenwagen 7-sitzig |
| 1916 | Model W             | Model C     | 4        | 30            | 284           | Cabriolet            |
| 1916 | Model W             | Model D     | 4        | 30            | 284           | Tourenwagen 5-sitzig |
| 1916 | Model W             | Model F     | 4        | 30            | 284           | Roadster Deluxe      |
| 1916 | Model X             | Model A     | 4        | 25            | 269           | Utility Roadster     |
| 1916 | Model X             | Model B     | 4        | 25            | 269           | Tourenwagen 5-sitzig |